# Континуум (сериал)
„Континуум“ или „Последователност“ (на английски: Continuum) е канадски сериал, стартирал на 27 май 2012 г. На 4 септември 2015 г. започва премиерата на последния четвърти сезон, състоящ се от 6 епизода, който завършва на 9 октомври с.г.

## Резюме
Група фанатични терористи успява да избяга точно преди осъществяването им екзекуции през 2077 година. Правилният въпрос обаче е не къде бягат, а кога – те се връщат назад във времето, чак до 2012 година. С тях е повлечена и Кийра Камерън, полицайка, която се опитва да предотврати бягството им. Закотвена в миналото, Камерън няма как да се върне при мъжа и сина си – затова тя се отдава напълно на мисията си да залови престъпниците от своето време, работейки с местната полиция. Връщането на затворниците назад във времето може да промени бъдещето – тя трябва да ги спре, преди това да се случи.